# كاري

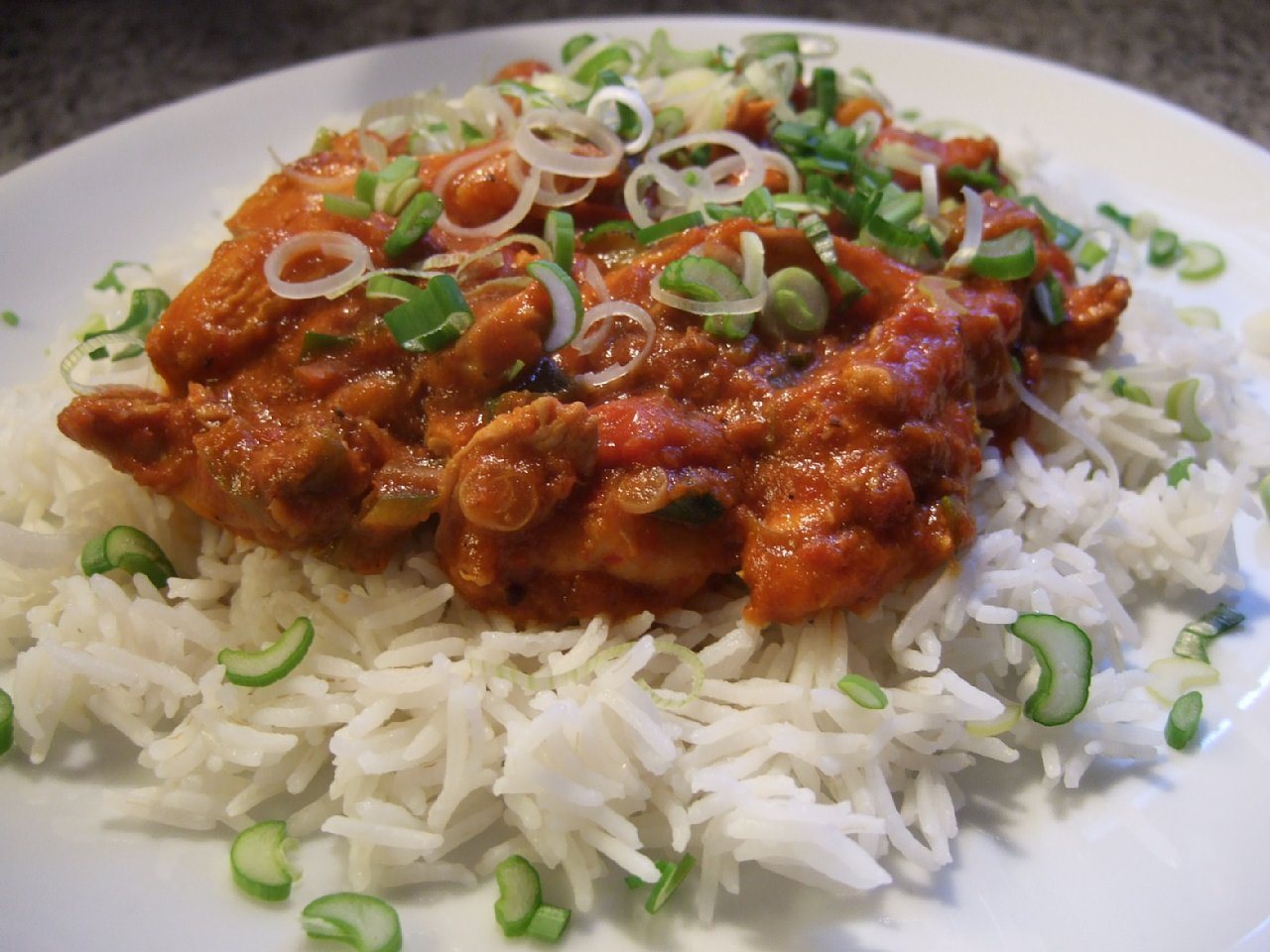
طبق من الرز والدجاج بالكاري في دلهي، الهند.

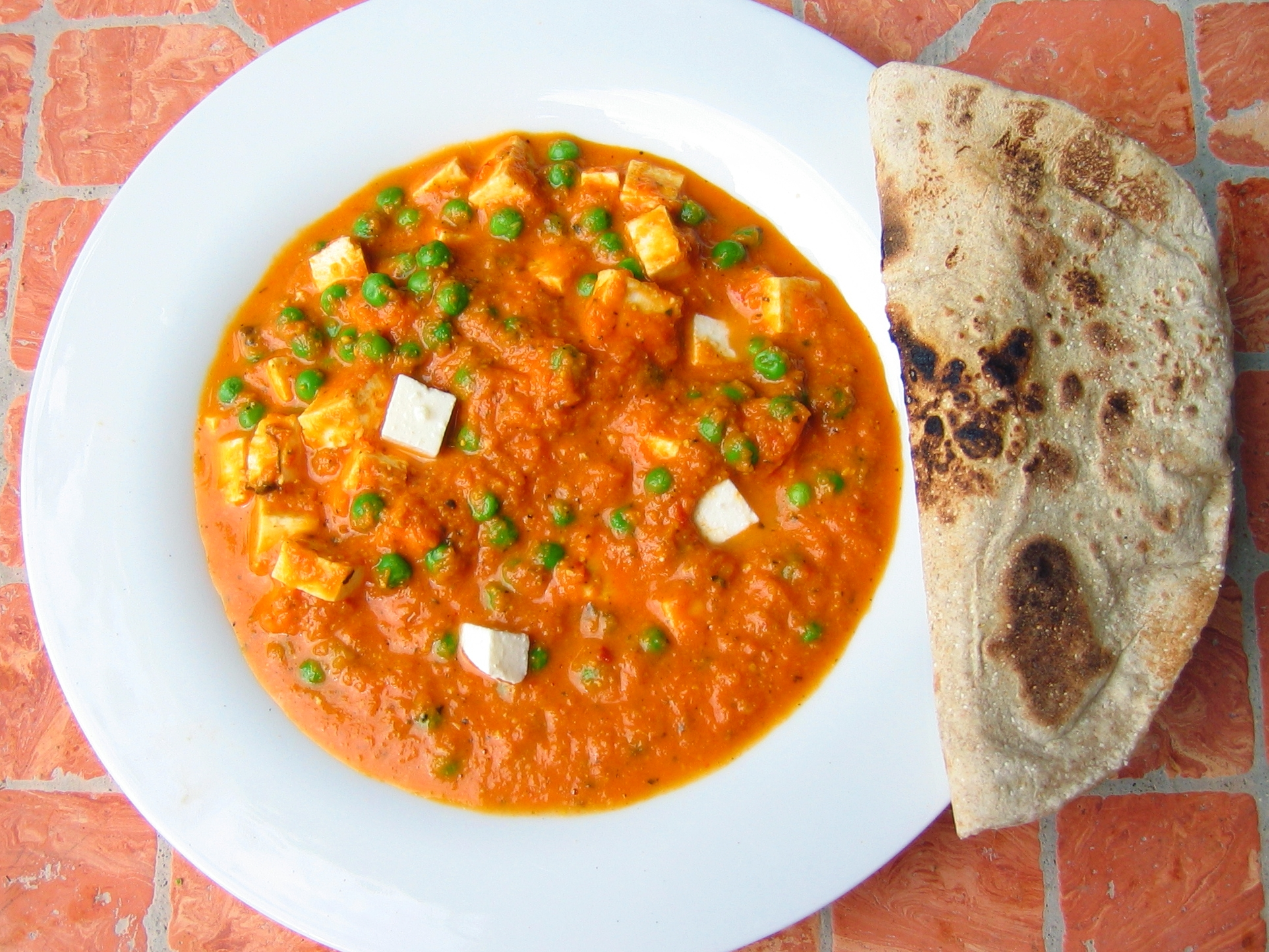
طبق كاري مع الخبز من الهند.

الكَرِي أو الكاري (بالإنجليزية: Curry)، هو أحد أطباق المطبخ الآسيوي (خاصة في جنوب آسيا) التي تتميز بالطعم الحار.
وهو أساس مجموعة متنوعة من الأطباق التي نشأت في شبه القارة الهندية والتي تستخدم مزيجًا معقدًا من التوابل أو الأعشاب بما في ذلك عادة الكركم المطحون والكمون والكزبرة والزنجبيل والفلفل الحار الطازج أو المجفف. في جنوب الهند حيث نشأت الكلمة، تعتبر أوراق الكاري، المأخوذة من شجرة الكاري عنصرًا أساسيًا أيضًا.
يُعرف الكركم بأنه التوابل الرئيسية في الكاري وله مذاق دافئ ومر وغالبًا ما يستخدم لإعطاء النكهة أو تلوين مساحيق الكاري والخردل والزبدة والجبن. يتم تحضير الكاري بشكل عام في الصلصة.
هناك أنواع عديدة من الأطباق تسمى «الكاري». على سبيل المثال: في المأكولات التقليدية الأصلية، يكون الاختيار الدقيق للتوابل لكل طبق مسألة تتعلق بالتقاليد الثقافية الوطنية أو الإقليمية، والممارسة الدينية، وإلى حد ما، تفضيل الأسرة. تسمى هذه الأطباق بأسماء محددة تشير إلى مكوناتها، والتوابل، وطرق الطهي. تُستخدم التوابل كاملة ومطحونة مطبوخة أو نيئة ويمكن إضافتها في أوقات مختلفة أثناء عملية الطهي للحصول على نتائج مختلفة. التوابل الرئيسية الموجودة في معظم مساحيق الكاري في شبه القارة الهندية هي الكزبرة والكمون والكركم. يمكن تضمين مجموعة كبيرة من التوابل الإضافية اعتمادًا على المنطقة الجغرافية والأطعمة المدرجة (السمك والعدس واللحوم الحمراء أو البيضاء والأرز والخضروات). مسحوق الكاري وهو خليط من التوابل المُعد تجاريًا هو إلى حد كبير من صنع غربي يعود تاريخه إلى القرن الثامن عشر. يُعتقد عمومًا أن مثل هذه الخلطات تم إعدادها لأول مرة من قبل التجار الهنود لبيعها لأعضاء الحكومة الاستعمارية البريطانية والجيش العائدين إلى بريطانيا.
خارج شبه القارة الهندية يمكن استخدام «الكاري» أيضًا لوصف الأطباق المحلية المختلفة غير ذات الصلة في جزيرة جنوب شرق آسيا والبر الرئيسي لجنوب شرق آسيا وأوقيانوسيا التي تستخدم حليب جوز الهند أو معجون التوابل وعادة ما يتم تناولها فوق الأرز (مثل جيناتان الفلبيني وفئة جينج التايلاندية من الأطباق).
قد تحتوي الأطباق المسماة «كاري» على الأسماك أو اللحوم أو الدواجن أو المحار إما بمفردها أو مع الخضار. بالإضافة إلى ذلك، فإن الكثيرين بدلاً من ذلك نباتيون تمامًا ويؤكلون بشكل خاص بين أولئك الذين لديهم حظر أخلاقي أو ديني ضد تناول اللحوم أو المأكولات البحرية.
قد يكون الكاري إما «جاف» أو «رطب». يتم طهي الكاري الجاف مع القليل من السائل الذي يسمح له بالتبخر ويكون تاركًا المكونات الأخرى مغطاة بخليط التوابل. يحتوي الكاري الرطب على كميات كبيرة من الصلصة أو المرق على أساس المرق أو كريمة جوز الهند أو حليب جوز الهند أو كريمة الألبان أو الزبادي أو البقوليات المهروسة أو البصل المسحوق المقلي أو الطماطم المهروسة.

## أصل الكلمة
الكاري هو شكل من أشكال الكلمة التاميلية فياللغة التاميلية kaṟi التي تعني «الصلصة» أو «المذاق للأرز» أو التوابل المبهرة والتي لها طعم لاذع وللحصول على الكاري تستخدم أوراق شجرة الكاري (Murraya koenigii). تُستخدم كلمة كاري أيضًا في لغات درافيدية أخرى وبالتحديد في المالايالامية والكانادا وكودافا بمعنى «الخضار (أو اللحوم) من أي نوع (ني أو مسلوق)، كاري». تم وصف Kaṟi في كتاب طبخ برتغالي في منتصف القرن السابع عشر من قبل أعضاء شركة الهند الشرقية البريطانية الذين كانوا يتاجرون مع تجار التاميل على طول ساحل كورومانديل جنوب شرق الهند، وأصبح يُعرف باسم «مزيج التوابل يسمى كاري بودي أو مسحوق الكاري». وكان أول ظهور معروف في شكله الإنجليزي (كاري) في عام 1747 في كتاب وصفات نشرته هانا جلاس.
ظهرت كلمة cury في كتاب الطبخ الإنجليزي The Forme of Cury في تسعينيات القرن التاسع عشر، [10] ولكنها ليست ذات صلة وتأتي من الكلمة الفرنسية الوسطى cuire، والتي تعني «الطبخ» [12]
في منتصف القرن السابع عشر، واجه أعضاء شركة الهند الشرقية البريطانية هذه الكلمة لأول مرة أثناء التجارة على ساحل كورومانديل مع التجار التاميل في جنوب شرق الهند. خاصة في حصن سانت جورج (فيما بعد (مُدراس) ثم (تشيناي). اكتشفوا هناك "خليط من التوابل المستخدمة في صنع أطباق الكاري ويسمى كاري بودي أو مسحوق الكاري.

## الاستعمالات
يستخدم الكاري كالبهارات في أطباق الطعام مثل الكركم، الفلفل الأحمر والكمون.

## دقيق الكاري
دقيق أو بودرة الكاري وتعرف باسم مصالحة، هي مزيج من العديد من البهارات تم تطويرها في عهد الهند البريطانية، كطريقة لتقريب طعم المطبخ الهندي. معظم دقيق الكاري المتوافر يعتمد بشكل رئيسي على الكركم الذي يعطي صلصة ذات لون أصفر، من المكونات الأخرى هي الكزبرة، الكمون، الحلبة، الخردل، فلفل أسود، والملح.

## المعلومات الغذائية
يحتوي كل 100غ من بودرة الكاري، بحسب وزارة الزراعة الأميركية على المعلومات الغذائية التالية:
- السعرات الحرارية: 325
- الدهون: 13.81
- الدهون المشبعة: 2.23
- الكاربوهيدرات: 58.15
- الألياف: 33.2
- البروتينات: 12.66
- الكولسترول: 0

## فيتنام
في فيتنام يسمى الكاري كاا ريي. يستخدم الكاري الفيتنامي حليب جوز الهند والبطاطا والبطاطا الحلوة وجذور القلقاس والدجاج المغطى بالكزبرة والبصل. يؤكل الكاري عادة مع الرغيف الفرنسي أو أرز الشعيرية أو الأرز المطهو على البخار. يعتبر الكاري الفيتنامي طعامًا من جنوب البلاد.

## معرض الصور

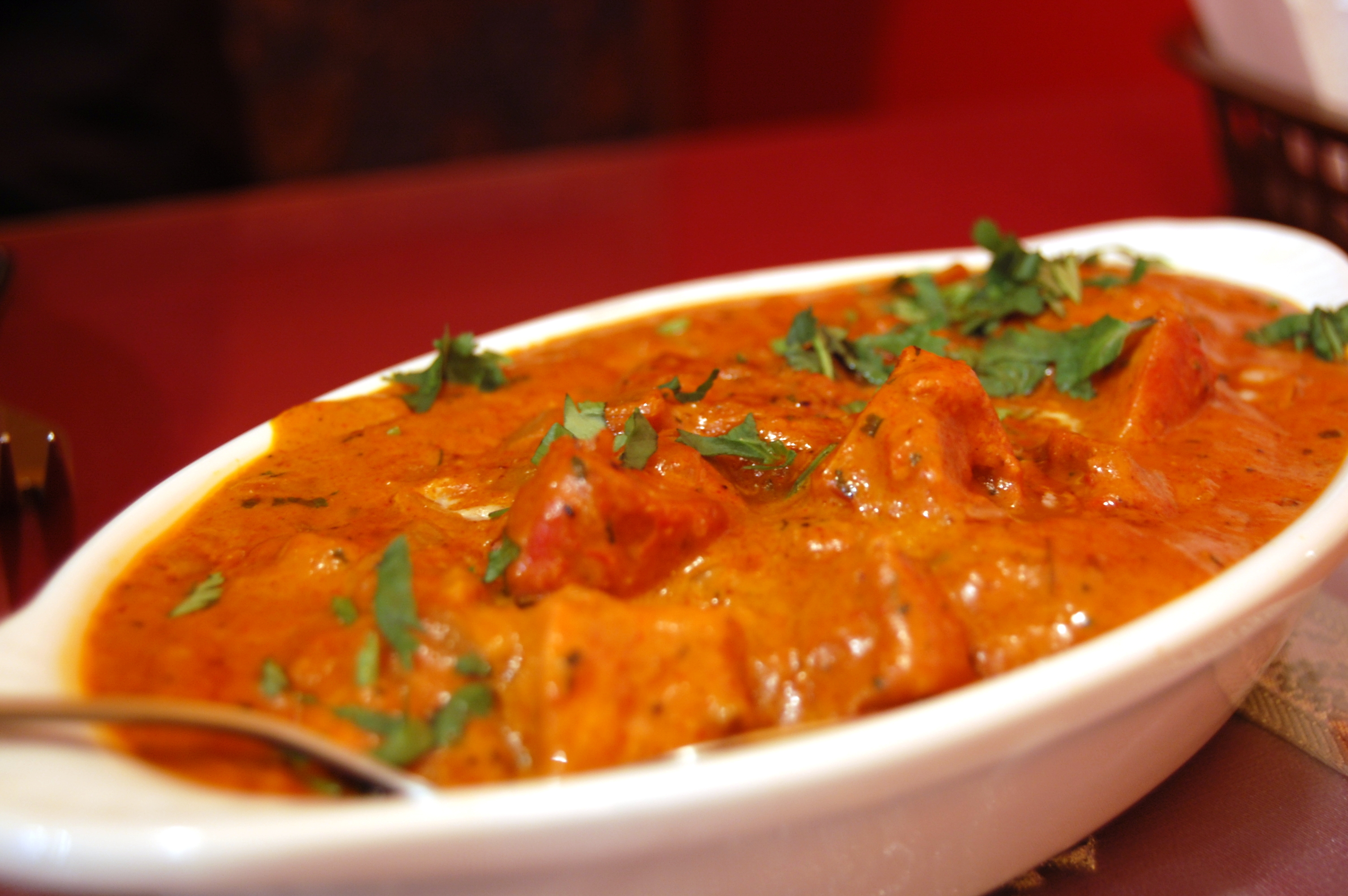
فراخ بالزبدة وكاري مقدمة في مطعم هندي
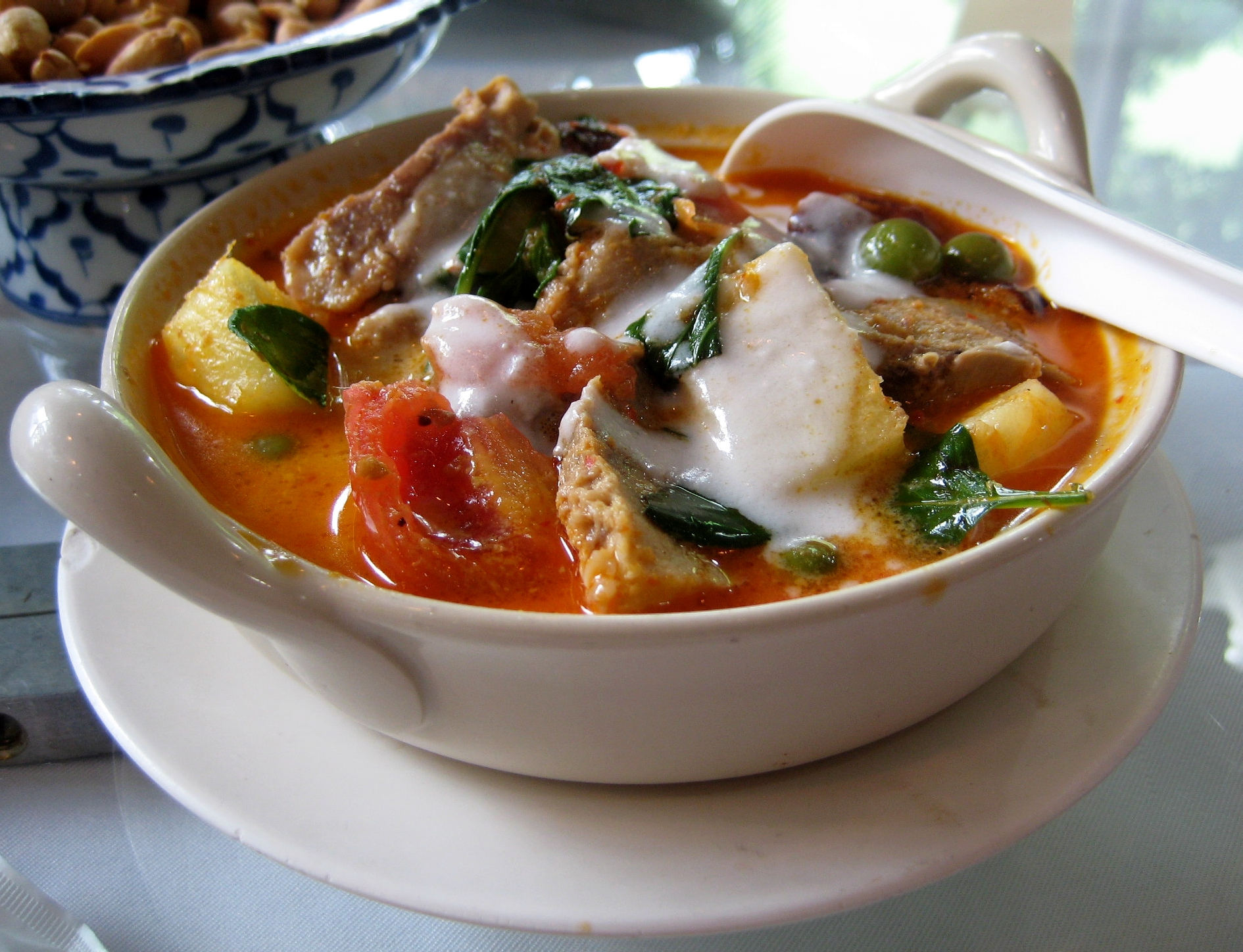
بط بالكاري
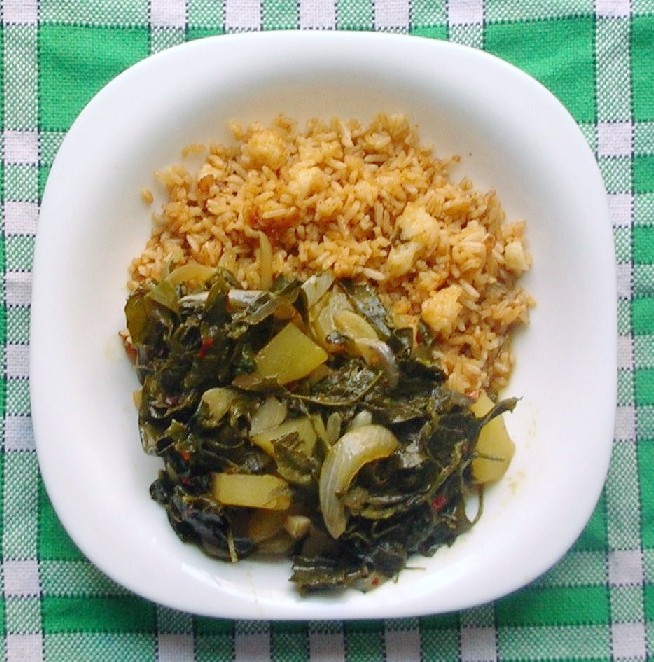
خضار بالكاري والأرز
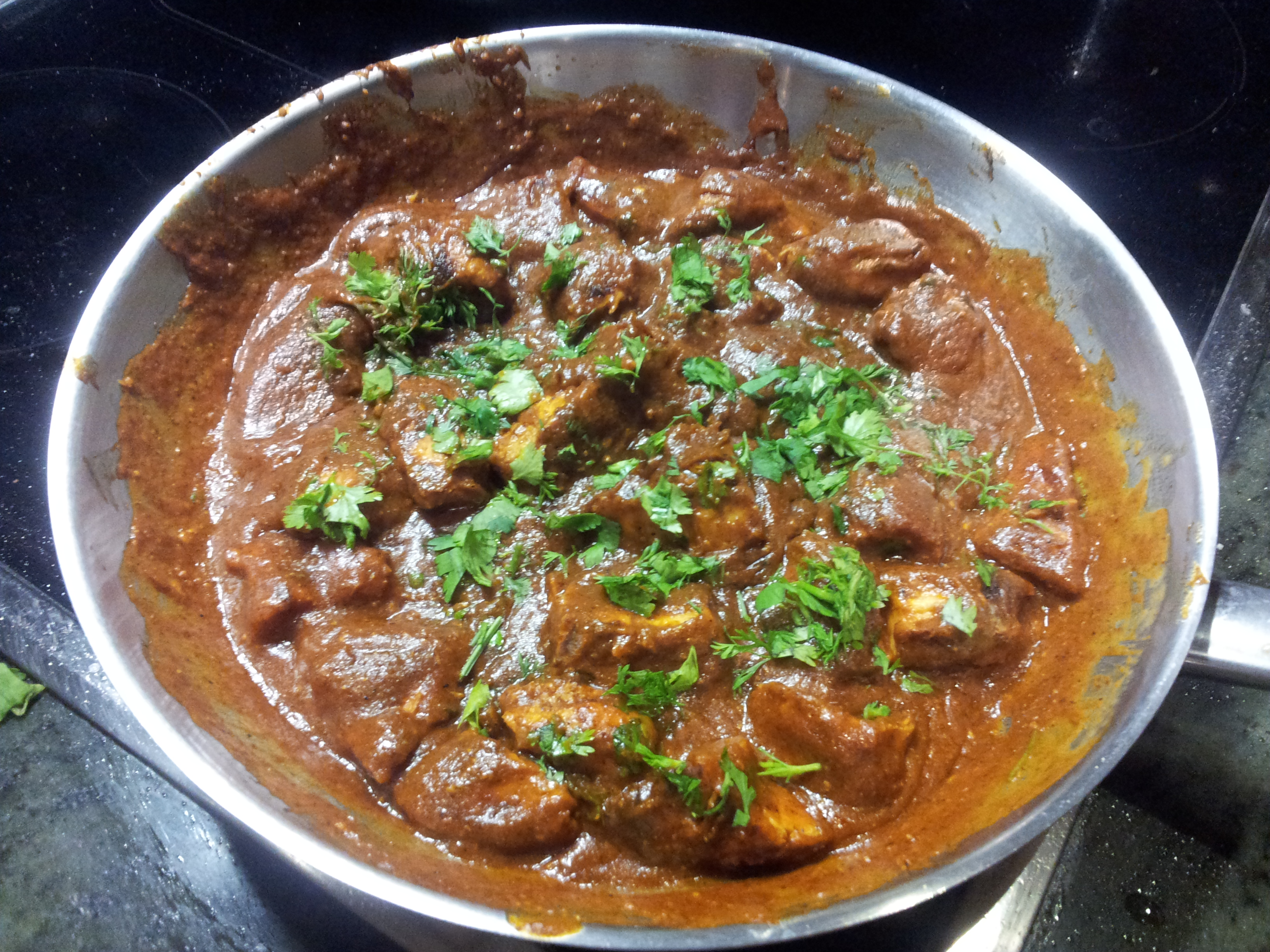
تكا مسالا بالدجاج مصنوعة بالمنزل
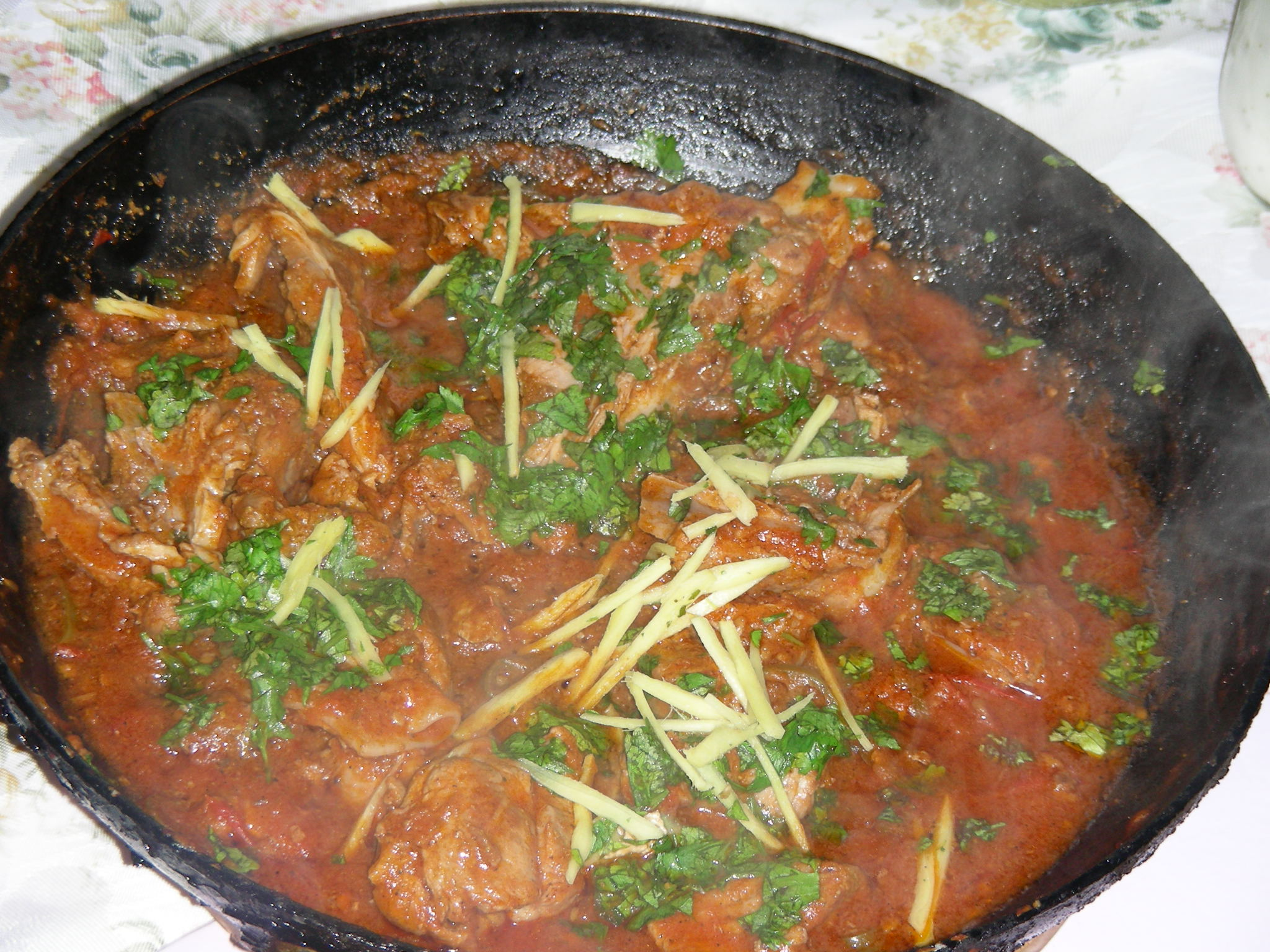
كاري لحم غنم بالتي
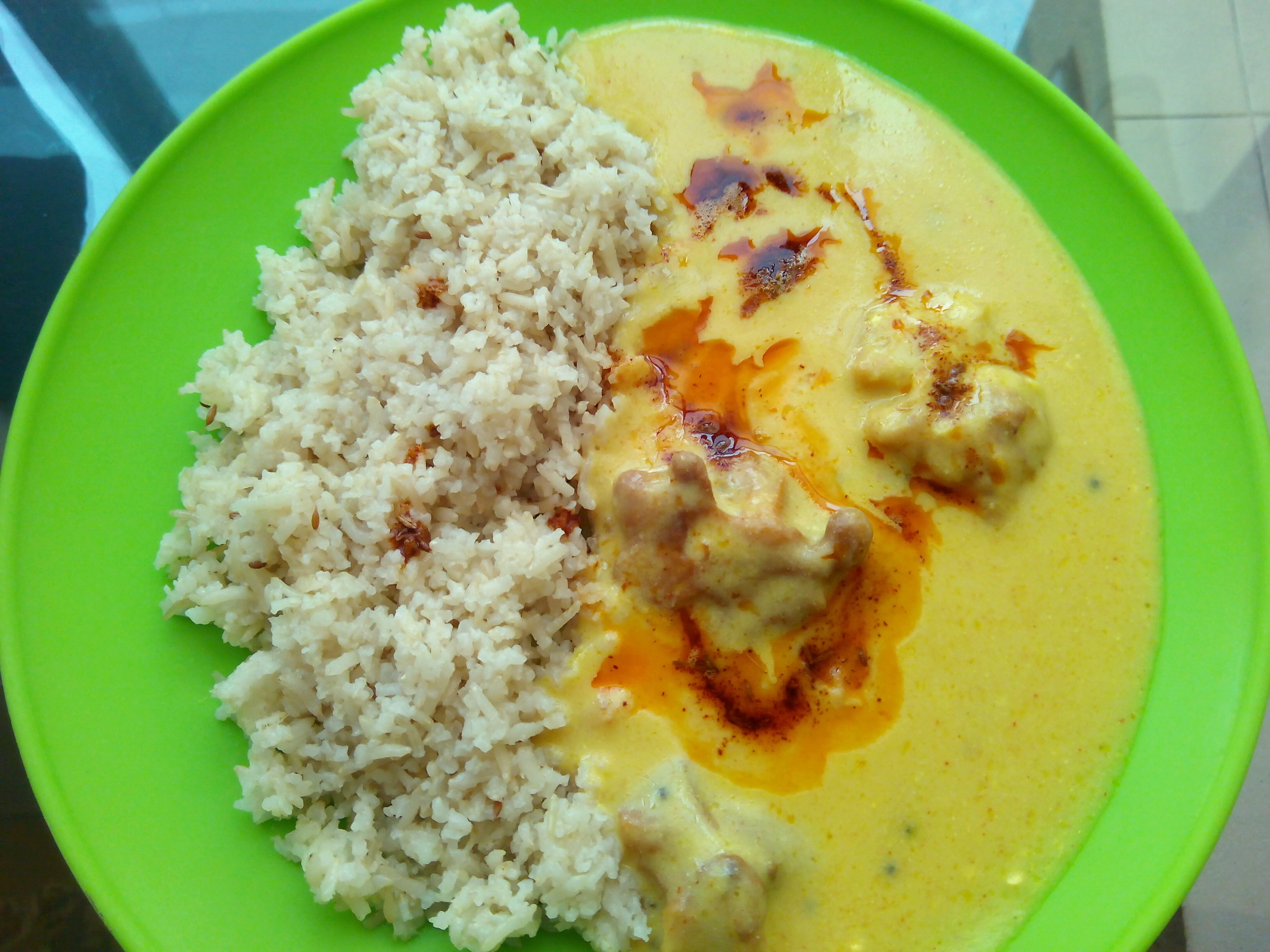
الزبادي والدقيق بالكاري
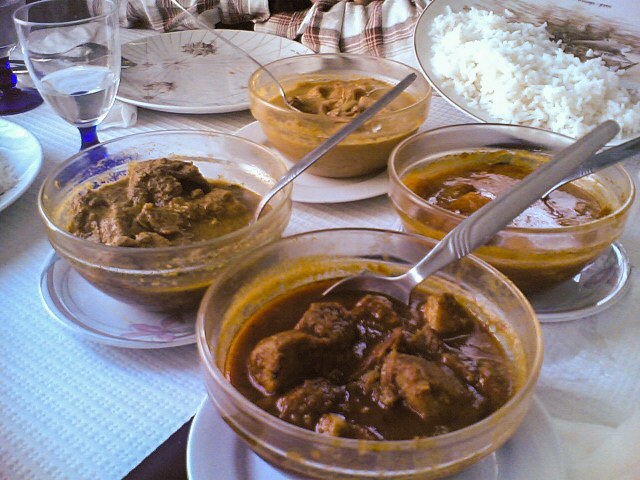
لحم الخنزير Vindaloo في مطعم Goan
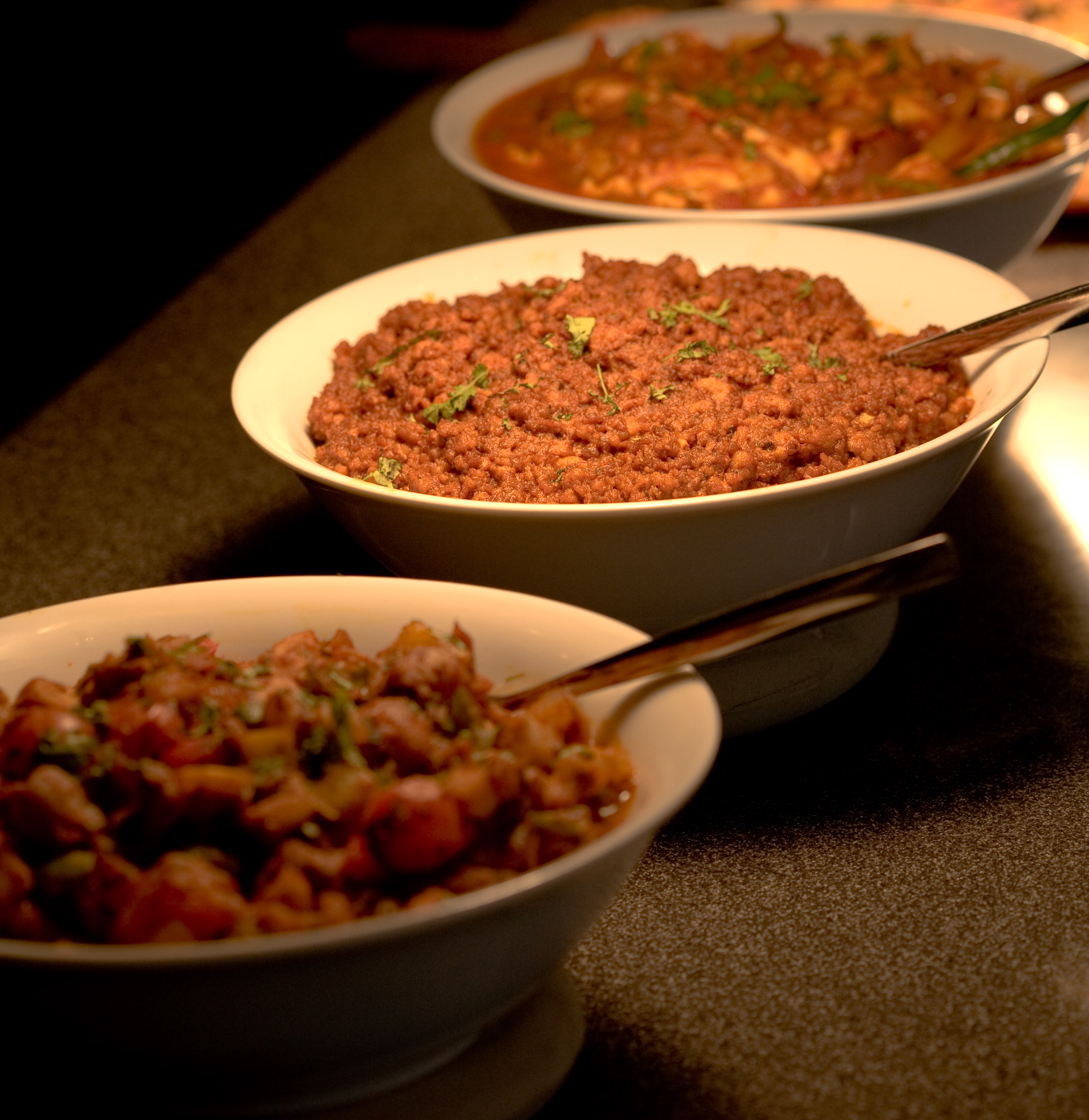
كارناتاكا
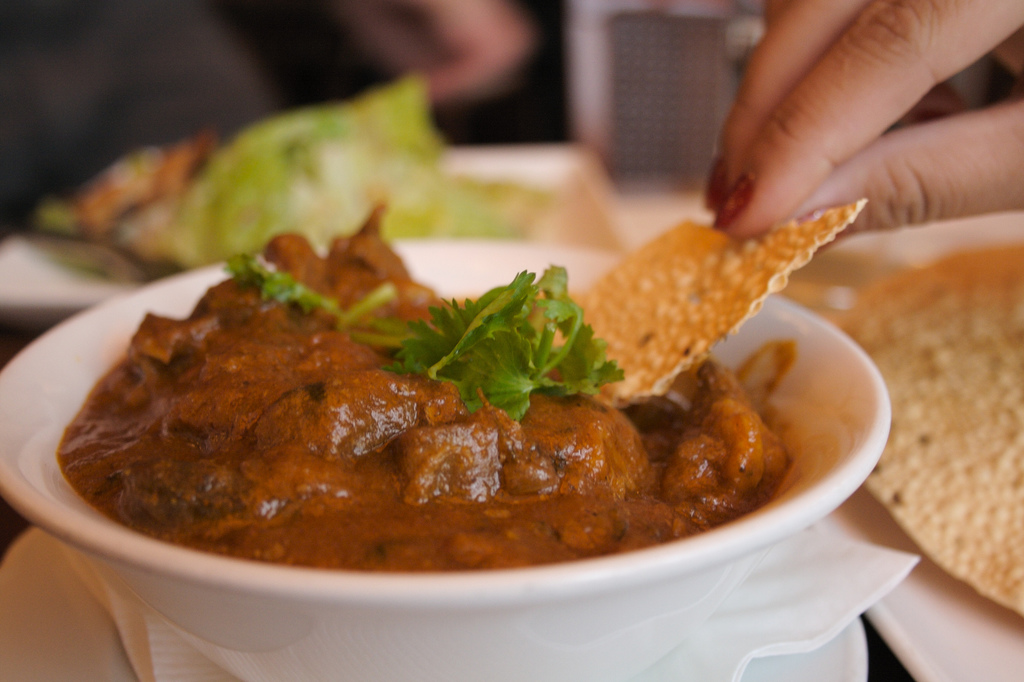
روغان جوش كاري
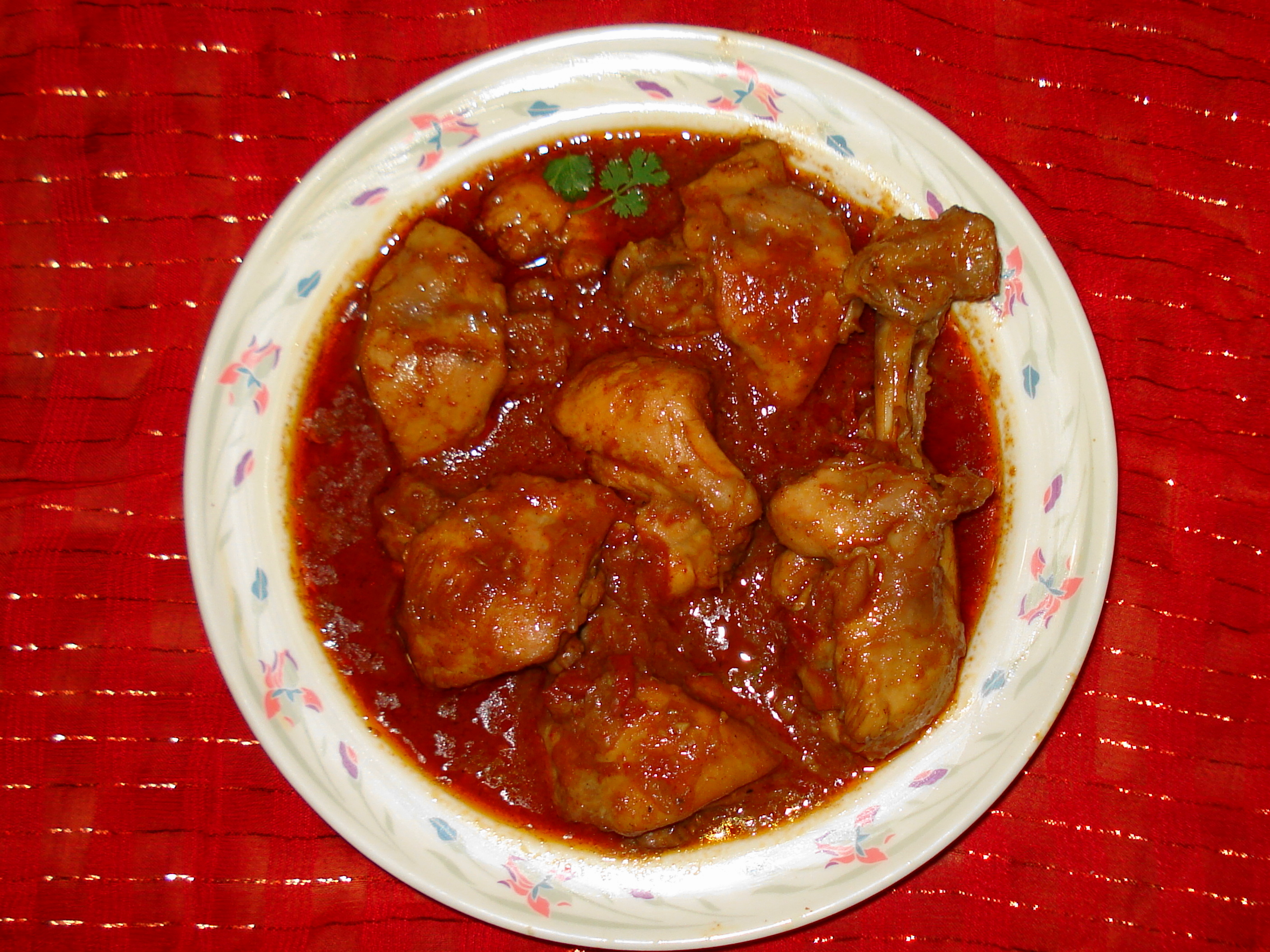
دجاج كاري من باكستان
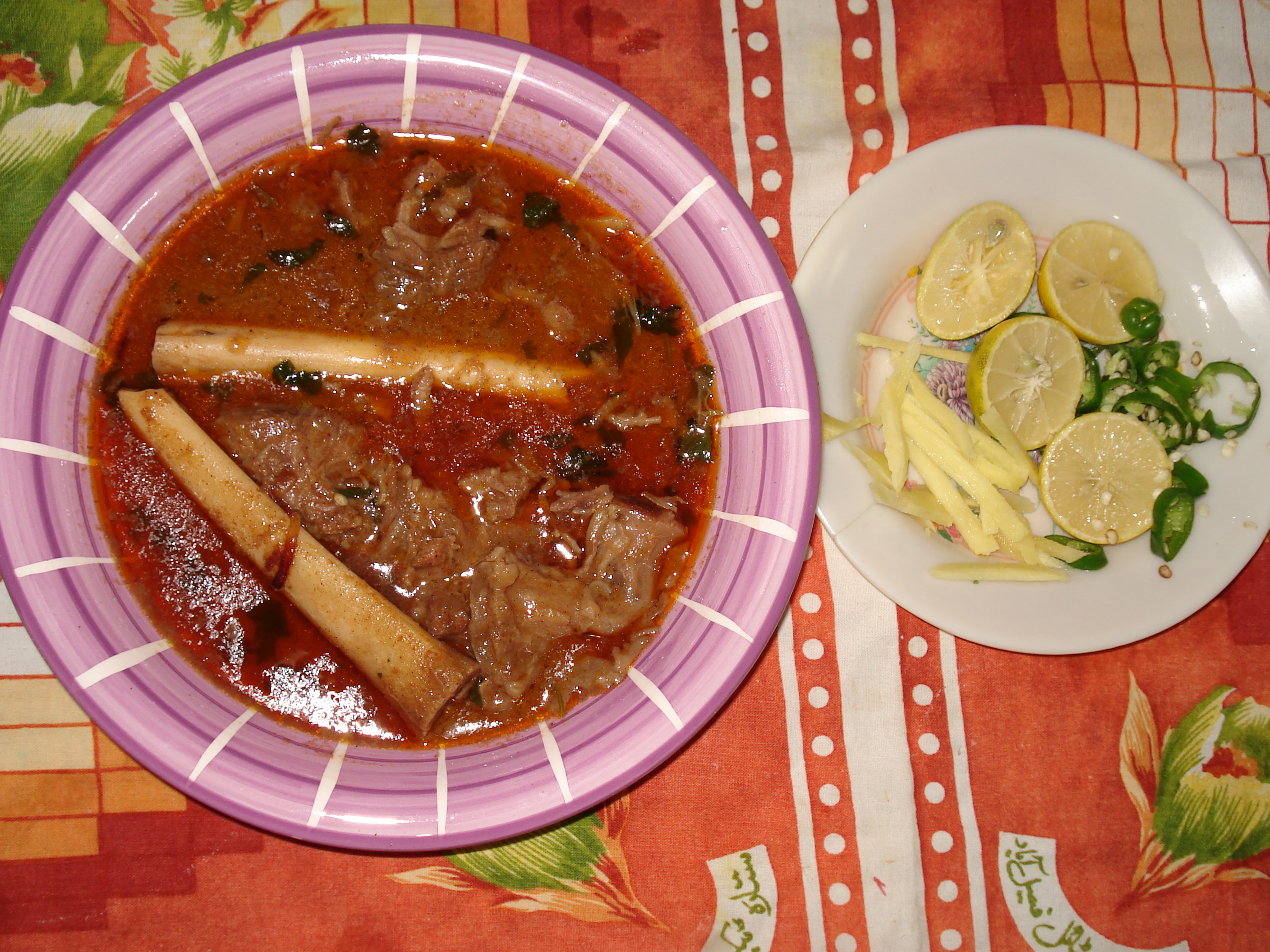
نيهاري مع سلطة نهاري
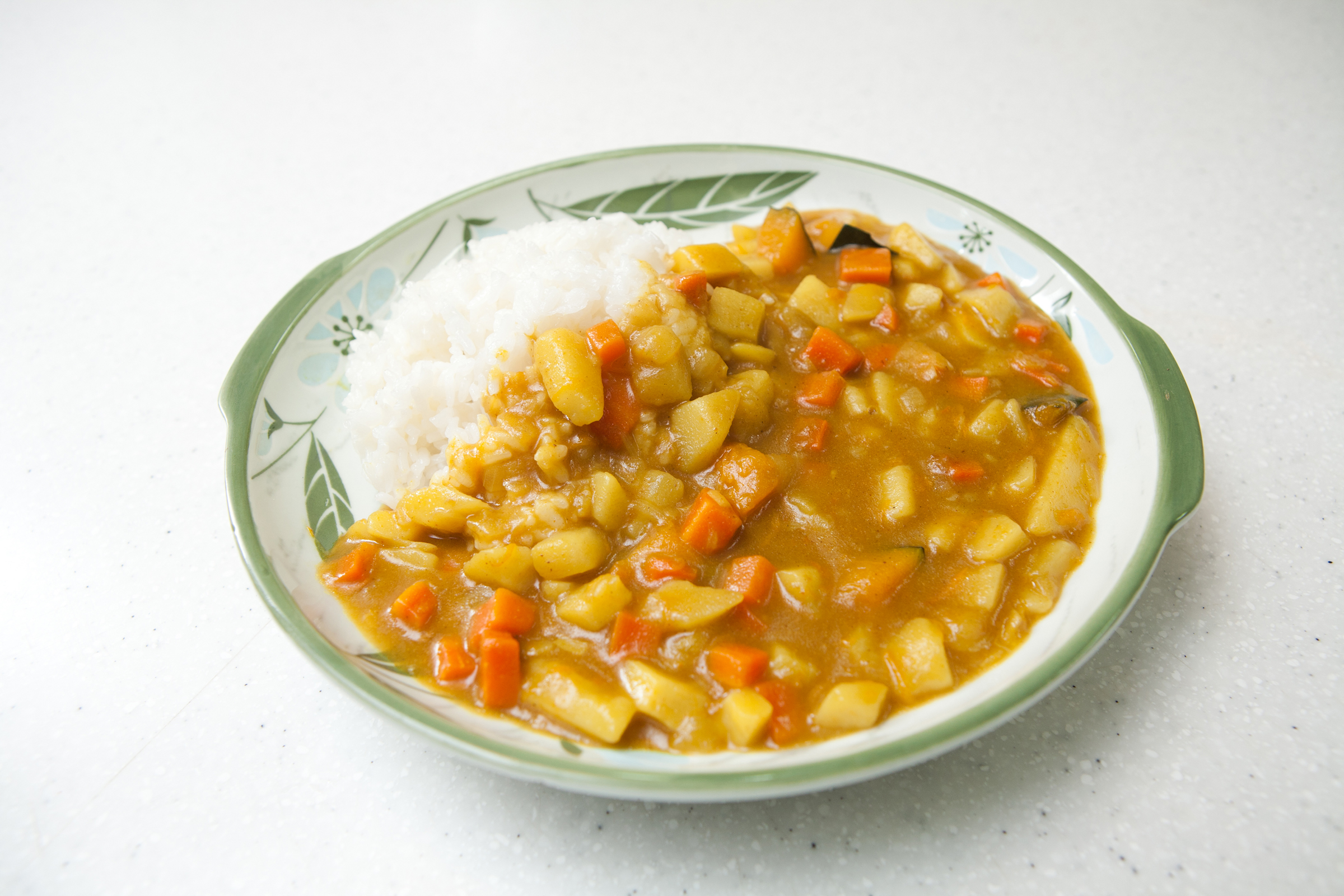
أرز كاري كوري
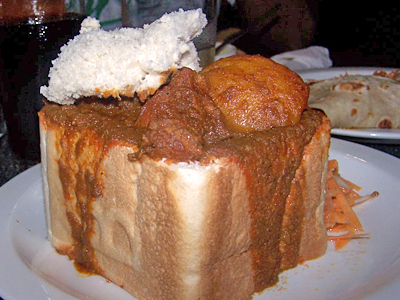
لحم الارنب بالكاري
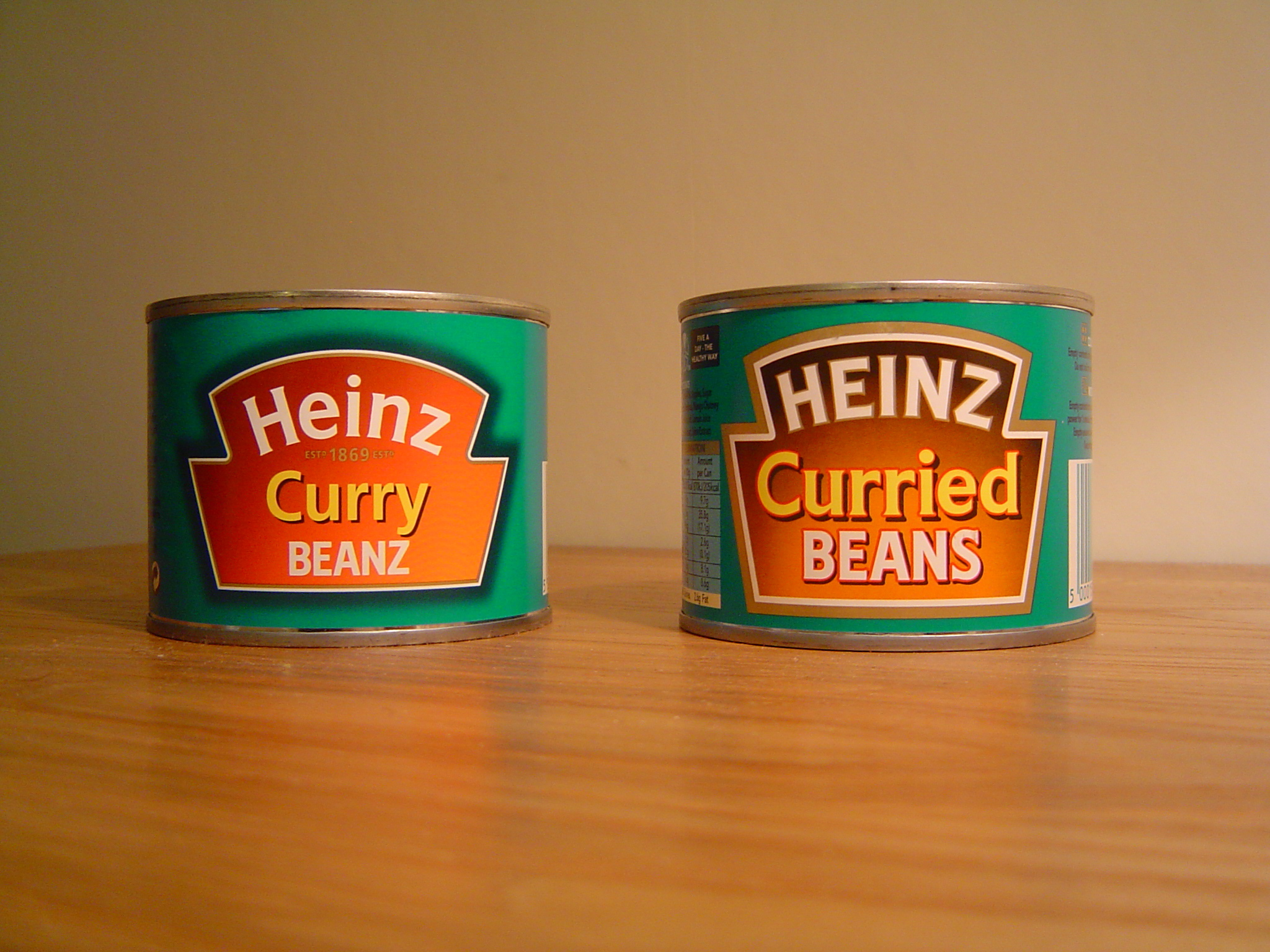
معلبات الكاري
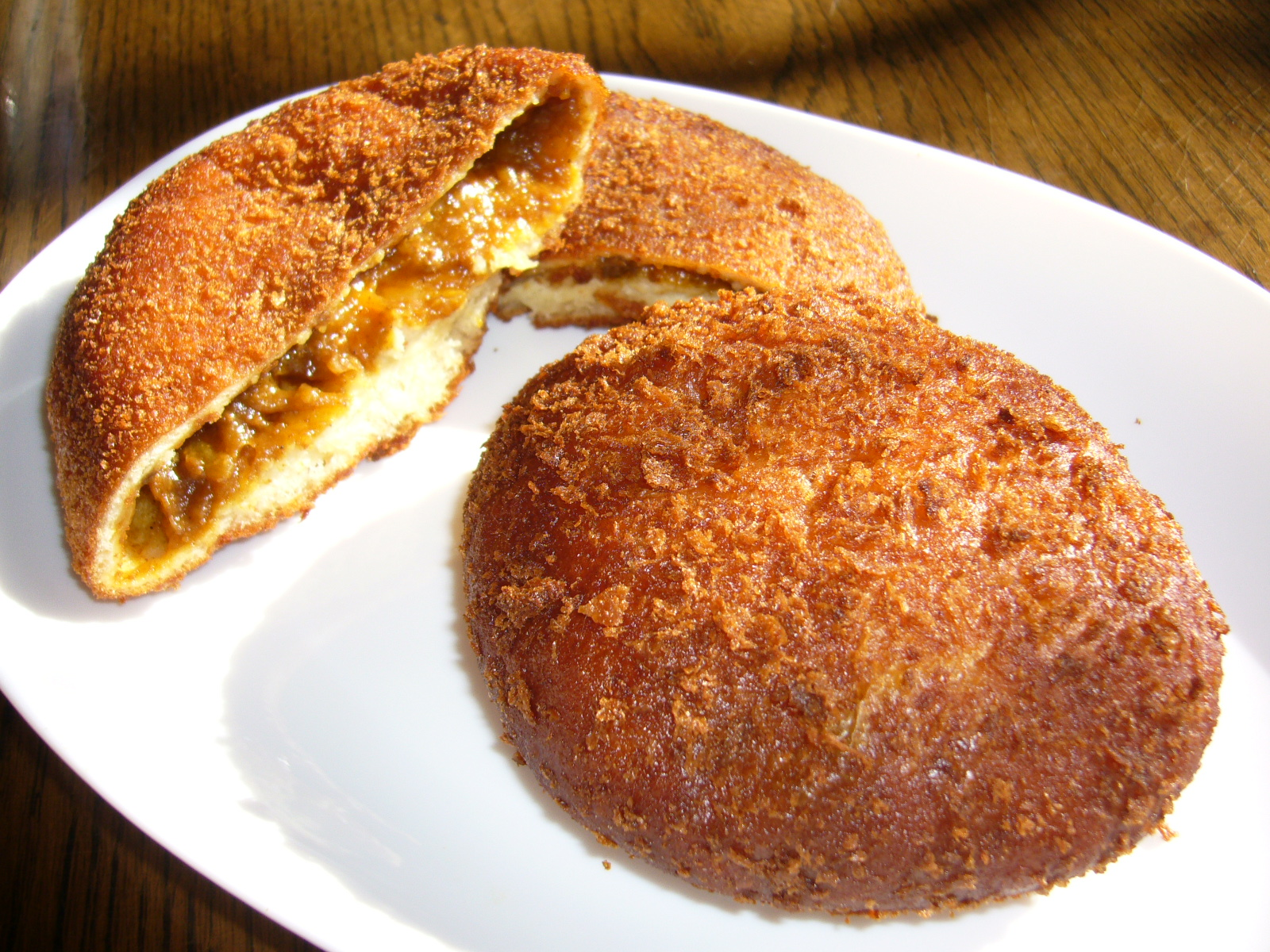
كعكة الكاري - مقلاة الكاري (مدينة كاتوري)اليابان
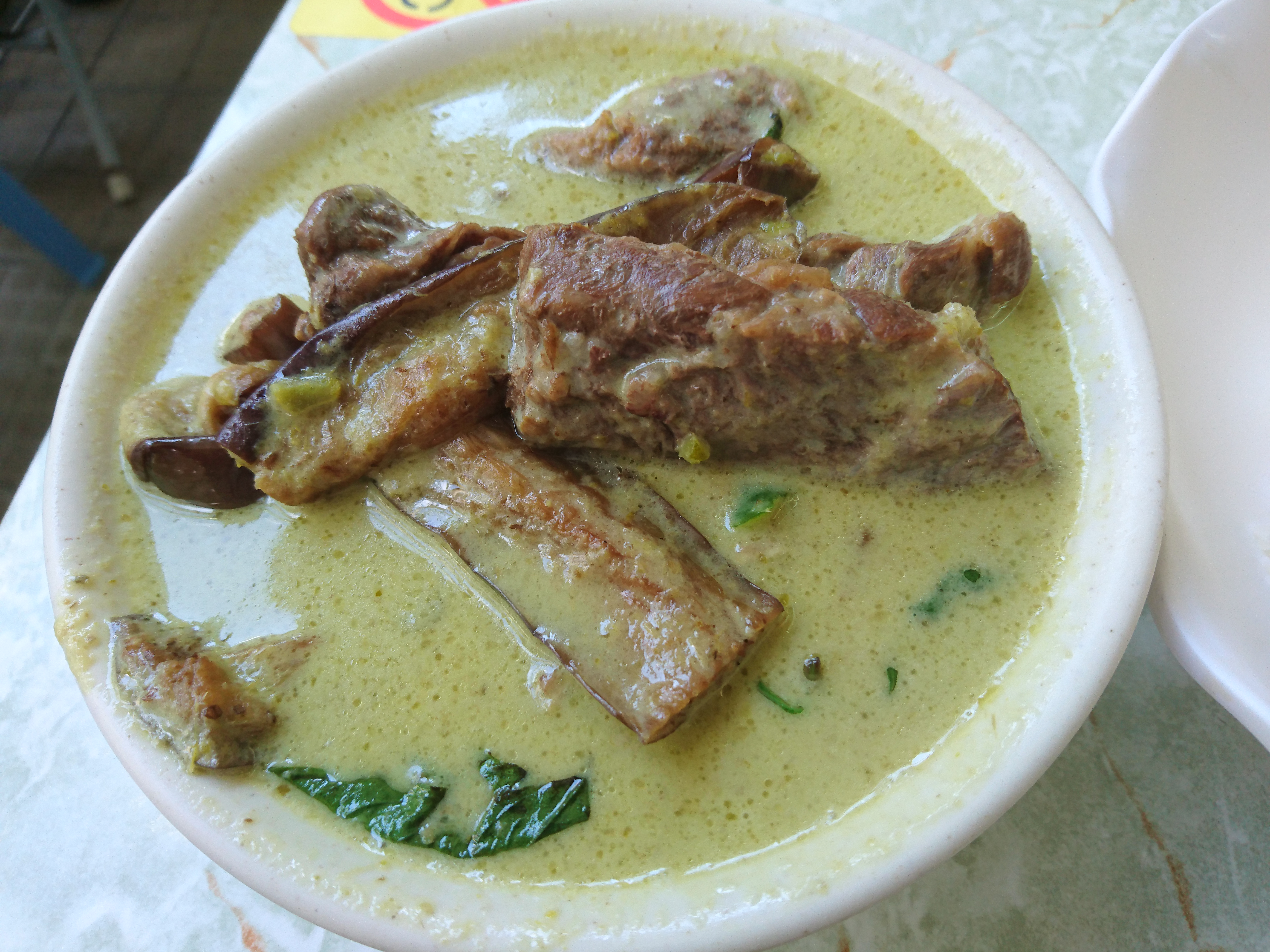
لحم البقر بالكاري الأخضر على الطريقة التايلاندية في هونغ كونغ
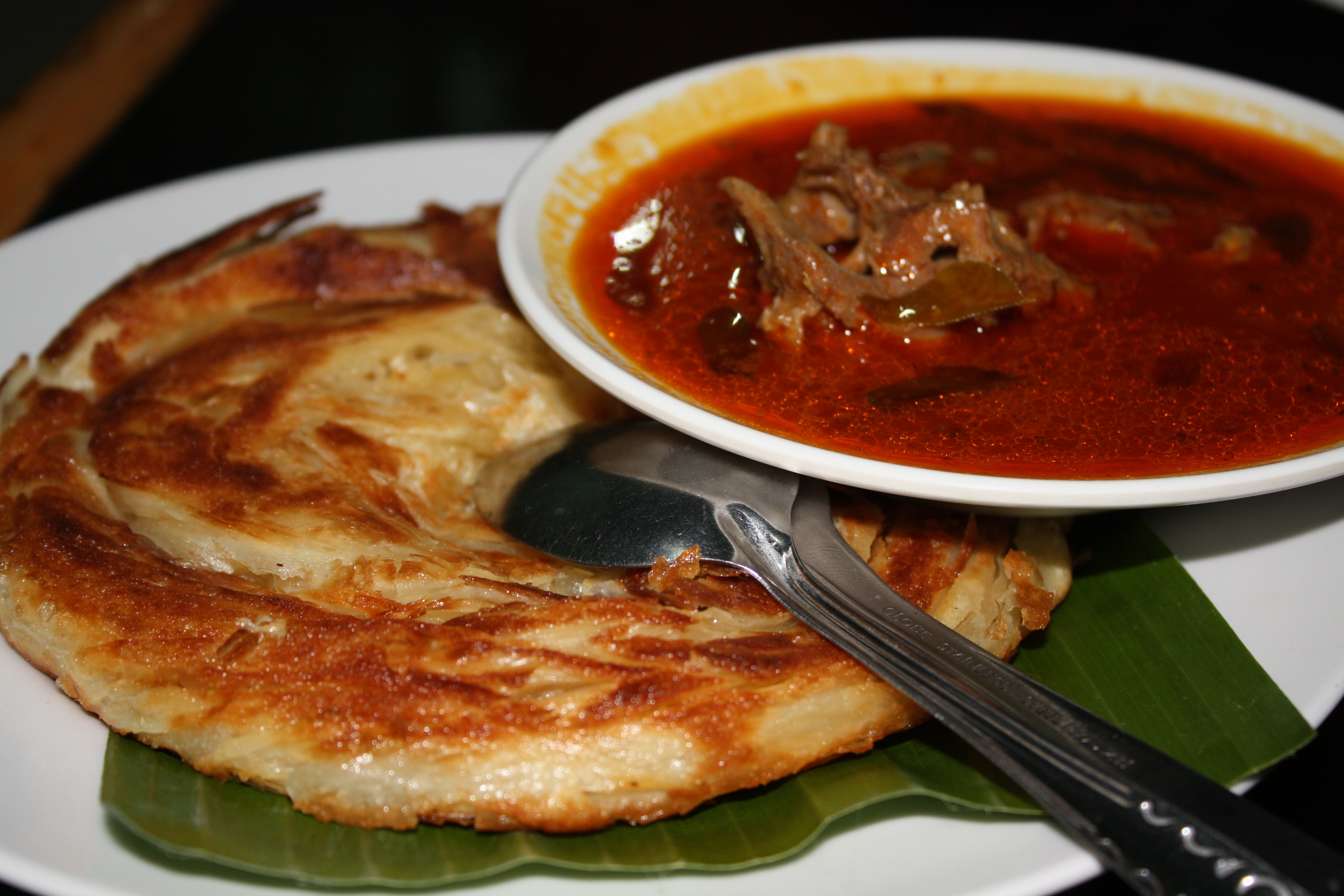
وجبة مُصنعة بالكاري

## اقرأ أيضا
- كاري (توضيح)